# Columnea pubescens
Columnea pubescens är en tvåhjärtbladig växtart som först beskrevs av August Heinrich Rudolf Grisebach, och fick sitt nu gällande namn av Carl Ernst Otto Kuntze. Columnea pubescens ingår i släktet Columnea och familjen Gesneriaceae. Inga underarter finns listade i Catalogue of Life.